# Drew Gooden
Andrew Melvin "Drew" Gooden (Oakland, Kalifornija, 24. rujna 1981.) američki je profesionalni košarkaš. Igra na poziciji krilnog centra, a može igrati i centra. Trenutačno je član NBA momčadi Los Angeles Clippersa. Izabran je u 1. krugu (4. ukupno) NBA drafta 2002. od strane Memphis Grizzliesa.

## Srednja škola
Pohađao je srednju školu El Cerrito High School. U sezoni 1998./99. Gooden je odveo svoju momčad do finalne utakmice državnog prvenstva gdje su izgubili od srednje škole Washington Union High School.

## Sveučilište
Nakon srednje škole, Gooden se odlučio na pohađanje sveučilišta u Kansasu. Na svojoj freshman sezoni, Gooden se pridružio budućim NBA igračima, Kirku Hinrichu i Nicku Collisonu te je s njima u sezoni 1999./00. oformio sjajan "Big Three". U toj prvoj sezoni, Goodenova momčad ostvarila je omjer 24-10 i izgubila u drugom krugu NCAA prvenstva od Duke Blue Devilsa. Iduće sezone, Jayhawksi su ostvarili omjer 26-7, te su ispali u završnici NCAA prvenstva. U sezoni 2001./02., Gooden je igrao sjajno. Predvodio je ligu u skokovima te je izabran za NABC igrača godine. Jayhawksi su ostvarili omjer 33-4, uključujući 16-0 omjer u Big 12 konferenciji. Također i u NCAA prvenstvu, Jayhawksi su igrali sjajno te su nakon 1993. godine ostvarili polufinale prvenstva. U polufinalu su izgubili od kasnijih prvaka Maryland Terrapinsa. 2003. godine, u poluvremenu utakmice sa sveučilištem Kansas State, uprava sveučilišta umirovila je Goodenov dres s brojem 0.

## NBA karijera
Izabran je kao četvrti izbor NBA drafta 2002. od strane Memphis Grizzliesa. Nakon 51 utakmice u dresu Grizzliesa, Goooden je mijenjan u Orlando Magice zajedno s Gordanom Giričekom u zamjenu za Mikea Millera i Ryana Humphreya. U dreu Orlanda, Gooden se zadržao dvije sezone te je ostvarivao solidne brojke. Nakon završetka sezone 2003./04., Gooden je mijenjan u Cleveland Cavalierse zajedno s pravima na Andersona Varejãoa u zamjenu za Tonyja Battiea. 23. srpnja 2004. Gooden je i službeno potpisao s Cleveland Cavaliersima, a dvije sezone kasnije potpisao je trogodišnje produženje vrijedno 23 milijuna dolara. U sezoni 2006./07. Gooden je bio jedan od važnijih igrača u ostvarivanju NBA finala, te je tijekom sezone prosječno postizao 11.1 poena i 7.9 skokova. 21. veljače 2008. Gooden je kao dio velike zamjene mijenjan u Chicago Bullse zajedno s Larryjem Hughesom, Cedricom Simmonsom i Shannonom Brownom. 18. veljače 2009. Gooden je mijenjan u Sacramento Kingse kao dio zamjene šest momčadi, a uz Goodena, najzvučnija imena zamjene bili su Andrés Nocioni i Cedric Simmons. 1. ožujka, Gooden je s upravom Kingsa dogovorio otkup ugovora čime bi postao slobodan igrač. 5. ožujka 2009. Gooden je potpisao jednogodišnji ugovor sa San Antonio Spursima kojim je postao član Spursa do kraja sezone 2008./09. 30. srpnja 2009. Gooden je potpisao jednogodišnji ugovor vrijedan oko 5 milijuna dolara te je postao novi član Dallas Mavericksa. 13. veljače 2010. Gooden je mijenjan u Washington Wizardse zajedno s Joshom Howardom, Jamesom Singletonom i Quintonom Rossom u zamjenu za Brendana Haywooda, DeShawna Stevensona i Carona Butlera. Međutim samo četiri dana kasnije Gooden je ponovno zamijenjen te je postao novi igrač Los Angeles Clippersa.

## NBA statistika

### Regularni dio
| Godina    | Klub        | Odig. uta. | Uta. poč. | Min. | 2P%  | 3P%  | Sl. bac.% | Skok. | Asist. | Ukr. lop. | Blok. | Poena |
| --------- | ----------- | ---------- | --------- | ---- | ---- | ---- | --------- | ----- | ------ | --------- | ----- | ----- |
| 2002./03. | Memphis     | 51         | 29        | 26.1 | .443 | .304 | .697      | 5.8   | 1.2    | .8        | .4    | 12.1  |
| 2002./03. | Orlando     | 19         | 18        | 28.6 | .498 | .000 | .738      | 8.4   | 1.1    | .8        | .7    | 13.6  |
| 2003./04. | Orlando     | 79         | 17        | 27.0 | .445 | .214 | .637      | 6.5   | 1.1    | .8        | .9    | 11.6  |
| 2004./05. | Cleveland   | 82         | 80        | 30.8 | .492 | .179 | .810      | 9.2   | 1.6    | .9        | .9    | 14.4  |
| 2005./06. | Cleveland   | 79         | 79        | 27.5 | .512 | .333 | .682      | 8.4   | .7     | .7        | .6    | 10.7  |
| 2006./07. | Cleveland   | 80         | 80        | 28.0 | .473 | .167 | .714      | 8.5   | 1.1    | .9        | .3    | 11.1  |
| 2007./08. | Cleveland   | 51         | 51        | 30.7 | .444 | .000 | .728      | 8.3   | 1.0    | .7        | .6    | 11.3  |
| 2007./08. | Chicago     | 18         | 14        | 31.0 | .461 | .000 | .813      | 9.3   | 1.7    | .7        | 1.3   | 14.0  |
| 2008./09. | Chicago     | 31         | 27        | 29.6 | .457 | .000 | .866      | 8.6   | 1.4    | .8        | .4    | 13.1  |
| 2008./09. | Sacramento  | 1          | 0         | 26.0 | .556 | .000 | 1.000     | 13.0  | 2.0    | .0        | .0    | 12.0  |
| 2008./09. | San Antonio | 19         | 1         | 16.8 | .490 | .000 | .789      | 4.4   | .2     | .2        | .2    | 9.8   |
| Ukupno    |             | 510        | 396       | 28.1 | .471 | .219 | .732      | 7.9   | 1.1    | .8        | .6    | 12.0  |

### Doigravanje
| Godina    | Klub        | Odig. uta. | Uta. poč. | Min. | 2P%  | 3P%  | Sl. bac.% | Skok. | Asist. | Ukr. lop. | Blok. | Poena |
| --------- | ----------- | ---------- | --------- | ---- | ---- | ---- | --------- | ----- | ------ | --------- | ----- | ----- |
| 2002./03. | Orlando     | 7          | 7         | 33.4 | .400 | .000 | .722      | 12.7  | .6     | .4        | .9    | 14.0  |
| 2005./06. | Cleveland   | 13         | 13        | 21.7 | .529 | .000 | .944      | 7.5   | .6     | .2        | .2    | 8.2   |
| 2006./07. | Cleveland   | 20         | 20        | 30.3 | .493 | .000 | .769      | 8.0   | 1.0    | .5        | .4    | 11.4  |
| 2008./09. | San Antonio | 4          | 0         | 17.8 | .333 | .000 | 1.000     | 3.8   | .3     | .2        | .2    | 7.3   |
| Ukupno    |             | 44         | 40        | 27.1 | .467 | .000 | .800      | 8.2   | .8     | .4        | .4    | 10.5  |

## Vanjske poveznice
- Profil na NBA.com
- Profil  Arhivirana inačica izvorne stranice od 1. prosinca 2015. (Wayback Machine) na Basketball-Reference.com